# هيلموت كرايغر
هيلموت كرايغر (بالبولندية: Helmut Krieger) هو منافس ألعاب قوى بولندي، ولد في 17 يوليو 1958 في Sławięcice ‏ في بولندا.

## وصلات خارجية
- هيلموت كرايغر على موقع الاتحاد الدولي لألعاب القوى (الإنجليزية)
- هيلموت كرايغر على موقع اللجنة الأولمبية الدولية (الإنجليزية)
- هيلموت كرايغر على موقع أوليمبيديا (الإنجليزية)
- هيلموت كرايغر على موقع اللجنة الأولمبية البولندية (مؤرشف) (البولندية)